# Ahrik Cvejba
Ahrik Cvejba, ukrajinsko-ruski nogometaš, * 10. september 1966.
Za sovjetsko reprezentanco je odigral 25 uradnih tekem in dosegel dva gola, za ukrajinsko reprezentanco je odigral eno uradno tekmo, za rusko reprezentanco je odigral 8 uradnih tekem.